# Josef Traub

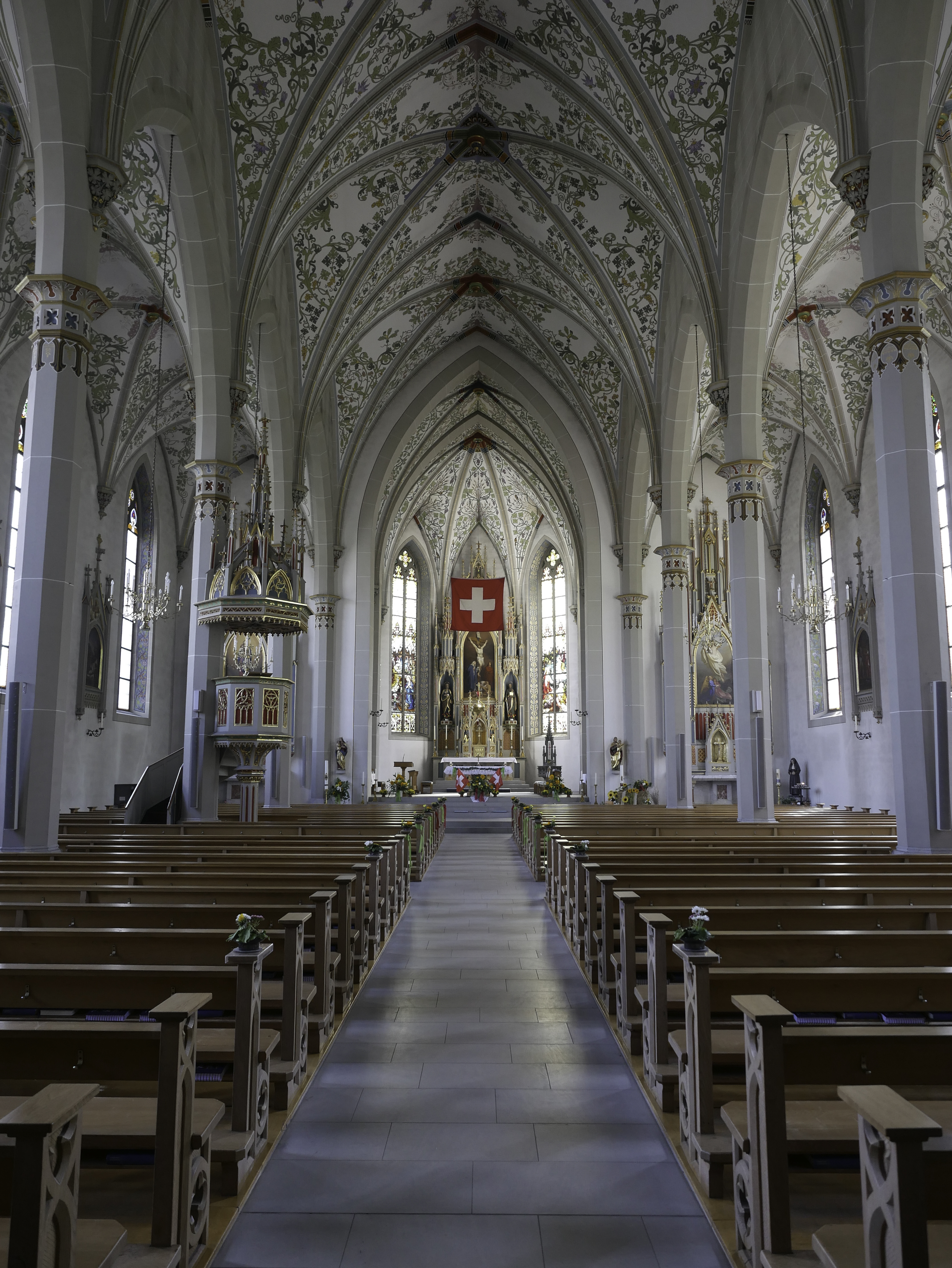
Gewölbemalereien in der Kirche St. Peter und Paul, Villmergen, 1909

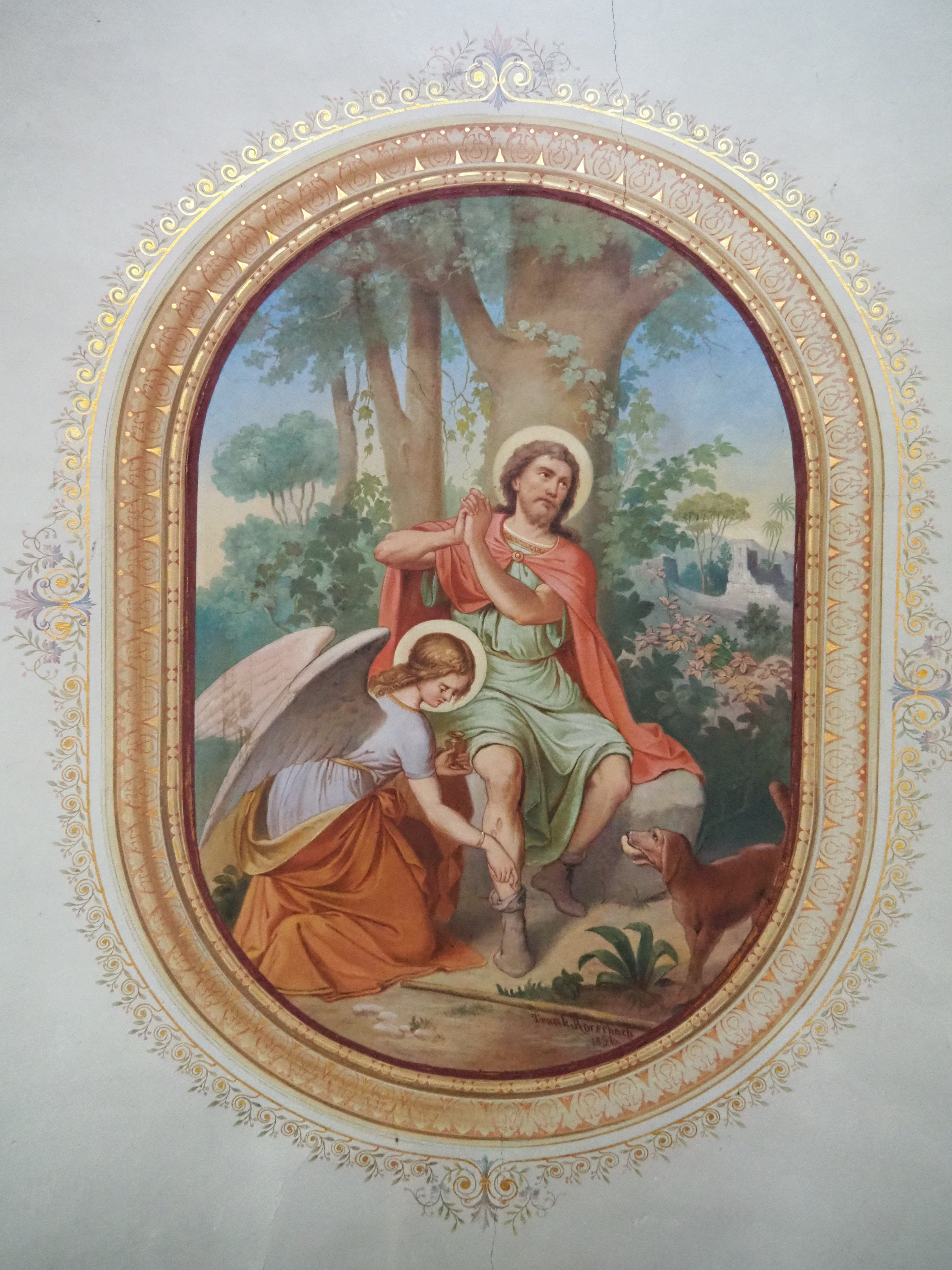
Deckenfresko des heiligen Rochus in der Kapelle Sogn Roc, Lumbrein, 1896

Josef Traub, auch Traub-Federer (* 1860 in Rorschach; † 1934 ebenda) war ein spätnazarenischer Schweizer Maler, der vor allem Dekorationsmalereien für Kirchen schuf.

## Leben und Wirken
Josef Traub wohnte und wirkte in Rorschach am Bodensee, wo seine Werkstatt Aufträge für die Ausmalung von Kirchen aus der Ostschweiz, der Zentralschweiz, dem Zürichgau und Graubünden empfing. Er wirkte hauptsächlich als Dekorationsmaler für Sakralbauten römisch-katholischer Konfession, wobei er die Ornamentik je nach Baustil der Kirche im Stil der Neugotik, Neuromanik oder Neorenaissance schuf. Er malte aber auch vereinzelt Darstellungen biblischer und hagiographischer Motive. Gegen Ende seiner Wirkenszeit übernahm Traub Elemente des Jugendstils, ohne seine traditionalistische Auffassung religiöser Kunst zu verleugnen. Dies bezeugt die Ausmalung der 1911 durch Adolf Gaudy erbauten Marienkapelle im Kloster Schänis.

## Werke (Auswahl)
- Röm.-kath. Stadtkirche St. Peter und Paul in Winterthur-Neuwiesen ZH: Dekorationsmalereien an Mauern und Gewölben, 1883–1893
- Röm.-kath. Kirche Unser Lieben Frau von Lourdes, Dussnang, 1890 (zugeschrieben)
- Röm.kath. Kirche St Jakob in Lommis TG: Dekorationsmalereien, 1893
- Röm.-kath. Kirche St. Kilian, Bütschwil SG: Dekorationsmalereien, 1887
- Röm.-kath. Kirche St. Martin, Jonschwil SG: Dekorationsmalereien, 1893
- Röm.-kath. Kapelle Sogn Roc, Lumbrein GR: Wand- und Deckenfresken mit Heiligenlegenden und Szenen aus dem Evangelium, 1895–1896
- Röm.-kath. Kapelle St. Joseph auf der Allmend, Einsiedeln, 1896–1898
- Röm.-kath. Kirche St. Vitus, Morgarten ZG: Dekorationsmalereien and Wänden und Decke, 1898–1899
- Röm.-kath. Jugendkirche Herz Jesu, Rorschach TG: Dekorationsmalereien, 1899
- Röm.-kath. Kapelle St. Joseph, Uznach SG: Dekorationsmalereien, 1904
- Röm.-kath. Kirche St. Peter und Paul, Oberägeri ZG: Dekorationsmalereien, 1908
- Röm.-kath. Kirche St. Peter und Paul, Villmergen AG: Dekorationsmalereien, 1909
- Röm.-kath. Marienkapelle im Kloster Schänis SG: Mariä Verkündigung am Apsisbogen und Dekorationsmalereien, 1911

## Galerie

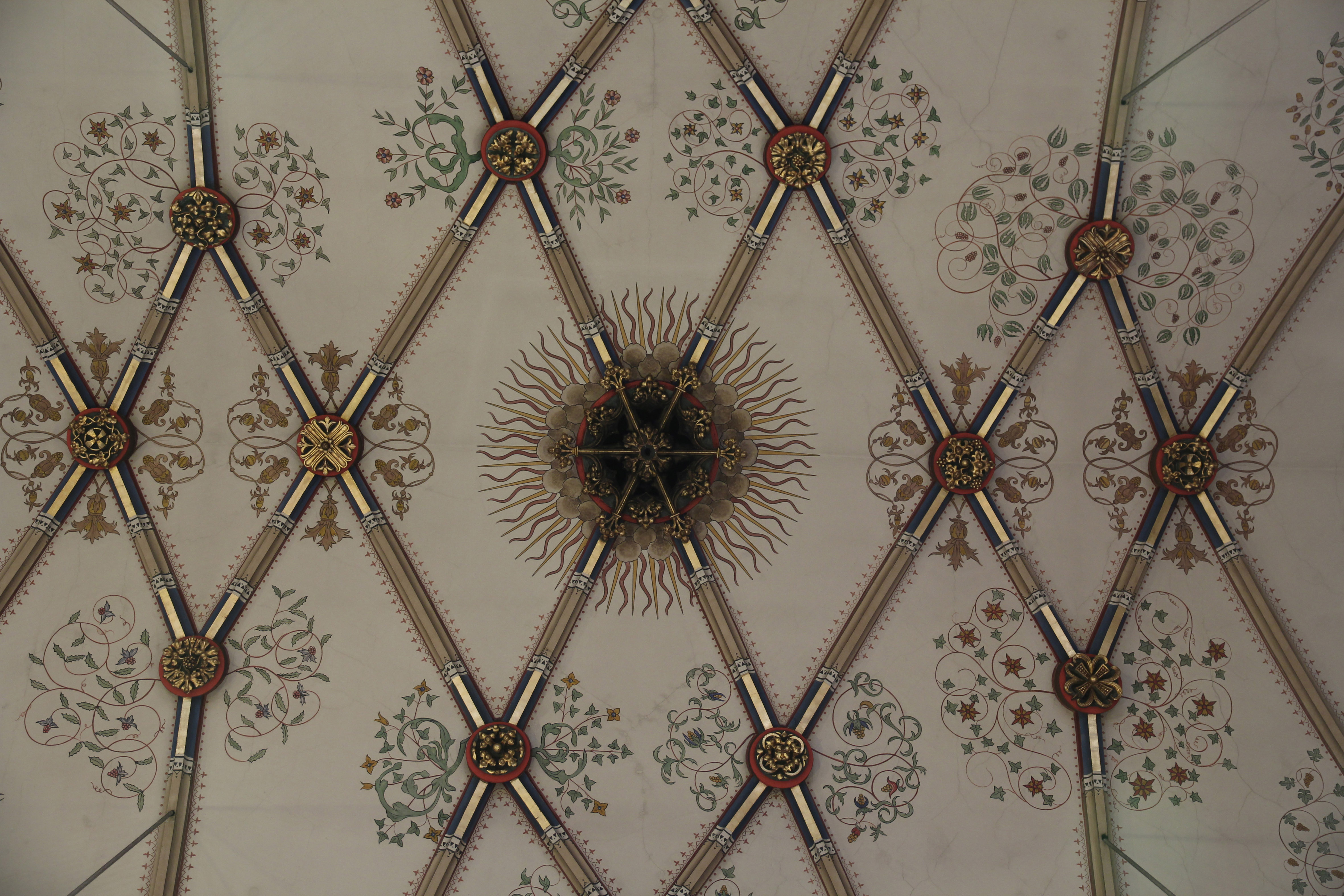
Gewölbemalereien in der Kirche St. Peter und Paul in Winterthur, um 1890
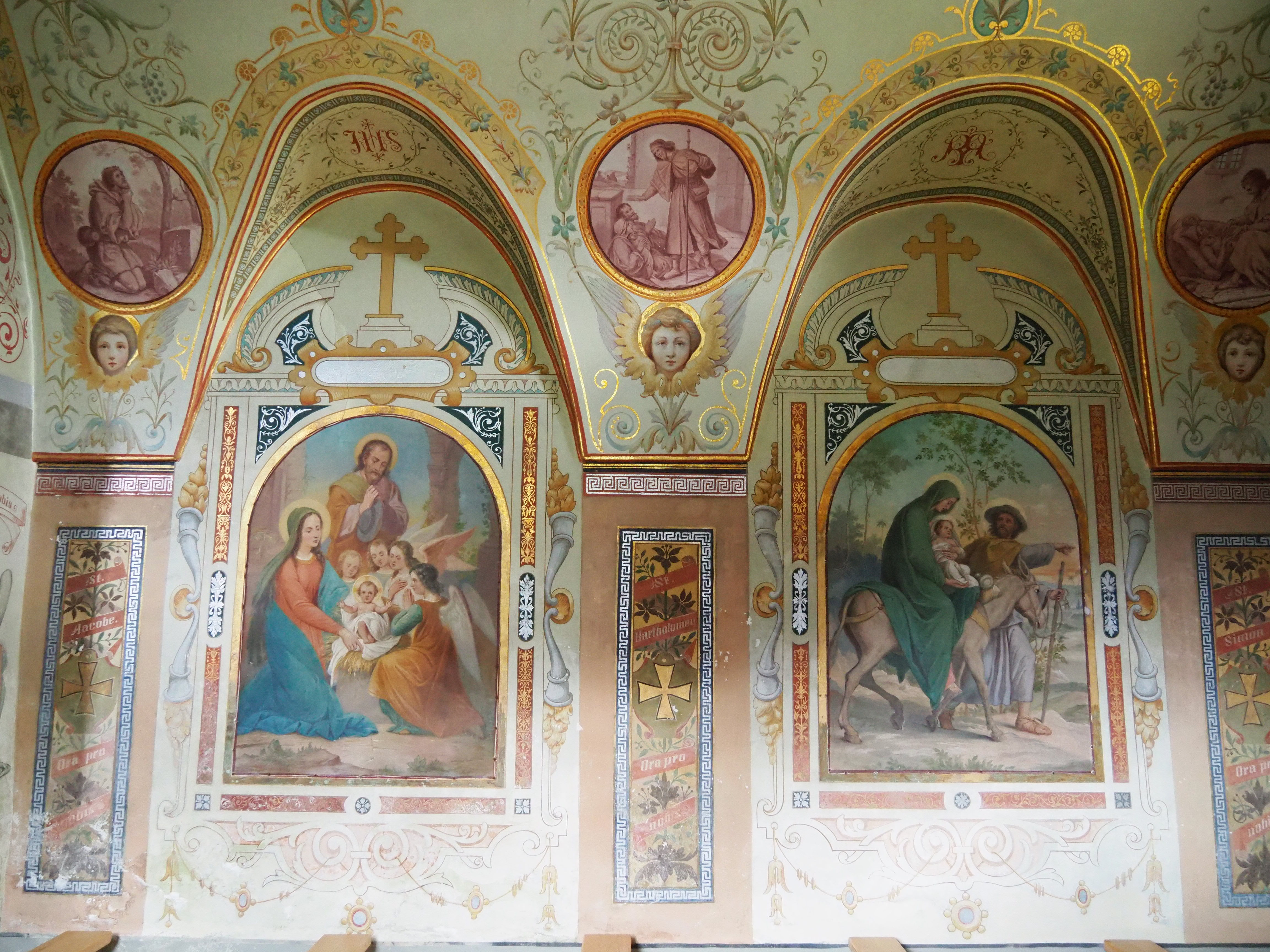
Neorenaissance-Ausmalung von Traub in der Kapelle Sogn Roc, Lumbrein, 1895–1896
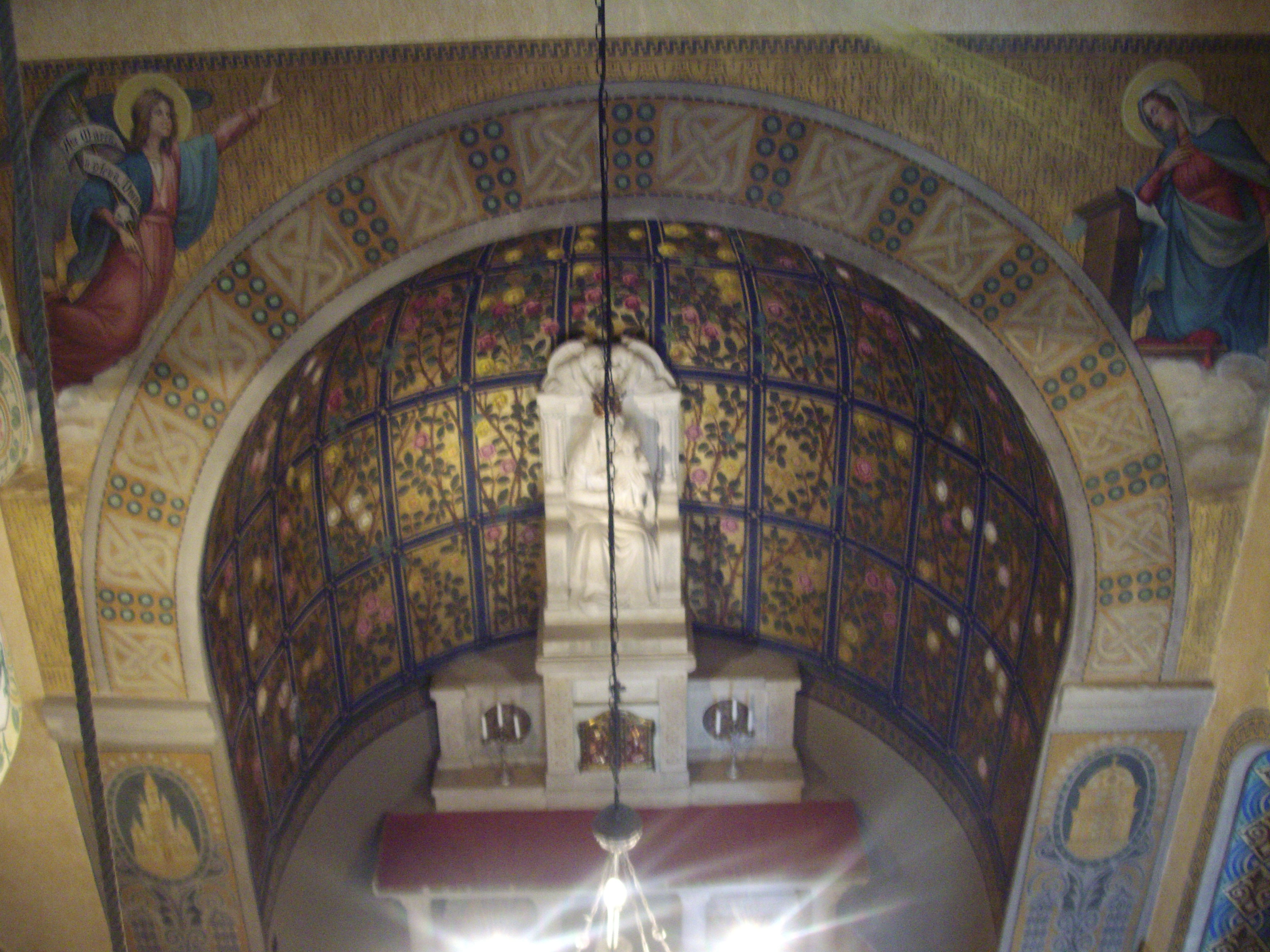
Von Traub ausgemalte Marienkapelle im ehemaligen Kloster Schänis, 1911